# Die Texas Rangers
Die Texas Rangers (Originaltitel: Tales of the Texas Rangers) ist eine US-amerikanische Western-Fernsehserie, von der zwischen 1955 und 1959 52 Folgen zu je 30 Minuten entstanden.

## Handlung
Die Serie handelt von der berühmten Polizeitruppe „Texas Rangers“. Die beiden Hauptfiguren Jace Pearson und Clay Morgan treten in jeder Episode auf. Im Gegensatz zur gleichnamigen Radiosendung von Stacey Keach Sr., die zwischen 1950 und 1952 in 95 Episoden von NBC ausgestrahlt wurde, variiert der Zeitraum der Handlung je nach Episode. So spielt eine der Folgen im Wilden Westen, die andere in der Gegenwart.

## Sonstiges
In Deutschland zeigte die ARD zwischen dem 2. Mai 1959 und dem 8. Oktober 1962 insgesamt 19 Folgen in nicht chronologischer Reihenfolge.

## Romane
Zwischen 1962 und 1964 erschienen im Tessloff Verlag insgesamt 10 Romane von Henri Arnoldus mit Illustrationen von Gerd Werner unter dem Titel Jace Pearson Texas Rangers.
- Band 1: Die schwarzen Reiter in der Falle, 1960
- Band 2: Verfolgung in der Wüste, 1960
- Band 3: Wilde Jagd auf Johnny Brock, 1960
- Band 4: Die geheimnisvolle Perücke, 1961
- Band 5: Die Indianer greifen an, 1961
- Band 6: Die Smuggler von Spring Rock, 1961
- Band 7: Räuberjagd am Rio Grande, 1962
- Band 8: Der falsche Erbonkel, 1962
- Band 9: Die Spur endet am Fluß, 1963
- Band 10: Kilometerstein 9, 1964